# Heilbad
Heilbad ist ein im deutschsprachigen Raum an Ortschaften mit medizinischen Einrichtungen für Kurmaßnahmen vergebenes Prädikat für spezialisierte Kurorte. In Deutschland werden die Qualitätsstandards für die Prädikatisierung von Kurorten, Erholungsorten und Heilbrunnen vom Deutschen Heilbäderverband e. V. aufgestellt und aktualisiert. Kneippkurorte, Heilklimatische Kurorte und Seebäder sind keine Heilbäder, sofern sie über keine Heilquellen (Quellen mit Heilwasser) oder Moorheilbäder verfügen. Der für ein Heilbad vergebene Namenszusatz „Bad“ ist nicht zwangsläufig an selbständige Gemeinden gekoppelt, sondern kann auch von Stadtteilen geführt werden, wie z. B. Bonn-Bad Godesberg oder Stuttgart-Bad Cannstatt. Zudem gibt es prädikatisierte Heilbäder in Deutschland, die den Zusatz „Bad“ ihrem Ortsnamen nicht voranstellen (z. B. Aachen (zertifiziert als Heilbäder sind die Stadtteile Burtscheid und Monheimsallee), Wiesbaden, Herbstein, Holm) In Mecklenburg-Vorpommern dürfen Heilbäder auch dann die Bezeichnung „Bad“ vor dem Ortsnamen zeitlich unbeschränkt führen, wenn die qualitativen Voraussetzungen für den Heilbad-Status nicht mehr aktuell sind, diese zum Stichtag 26. Februar 1993 jedoch zutreffend waren. Dies betrifft zum Beispiel Bad Kleinen.

## Geschichte
Schon im Althochdeutschen gab es das Wort heibrunno (Heilbrunnen, Heilquell).

## Prädikatisierung, Anerkennung, Aberkennung
Heilbäder dürfen nach der Prädikatisierung die Bezeichnung Bad, Heilbad (z. B. Heilbad Heiligenstadt) oder Seeheilbad (z. B. Heiligendamm) im Ortsnamen führen. Für die Prädikatsstufe Heilbad müssen folgende Voraussetzungen gegeben sein:
- Vorkommen eines natürlichen, wissenschaftlich anerkannten und durch Erfahrung bewährten Heilmittels des Bodens (etwa Mineral-, Thermal- oder Sole-Quellen sowie Moorheilbäder),
- ein durch Klimaanalyse regelmäßig überprüftes Lage- und Witterungsklima, das den Gesundungs- und Erholungsmöglichkeiten zuträglich ist,
- Einrichtungen, die das Heilmittel anwenden (Kurmitteleinrichtungen),
- ein dem Kurbetrieb entsprechender Orts- oder Stadtbildcharakter, z. B. Vorhandensein eines Kurparks
- wissenschaftlich anerkannte und veröffentlichte Therapieformen und
- Vorhandensein von entsprechend der Indikation spezialisiertem ärztlichen und therapeutischen Personal.

Rechtliche Grundlage für die Verleihung der staatlich anerkannten Heilbad-Prädikate ist das Kurorterecht der Bundesrepublik Deutschland, das in den einzelnen Bundesländern durch entsprechende Rechtsvorschriften geregelt ist. Darin sind das Bezeichnungsrecht (Artbezeichnung der Heilbäder), die Inbetriebnahme, die Aufrechterhaltung und die Überwachung der Kurorte und Erholungsorte sowie der ortsgebundenen natürlichen Heilmittel des Bodens, des Meeres und des Klimas geregelt. Artbezeichnungen wie z. B. Heilbad, Seeheilbad werden durch staatliche Hoheitsakte als so genannte begünstigende Verwaltungsakte verliehen.
Rechtlich werden Heilbäder in vielen Ländern vor allem dadurch begünstigt, dass die ansonsten restriktiven Bestimmungen des jeweiligen Ladenschlussgesetzes über die zulässige Zahl verkaufsoffener Sonntage für sie nicht oder nur in beschränktem Umfang gelten. Darüber hinaus ist der Namenszusatz „Bad“ eine werbewirksame Hilfe für das Stadtmarketing des jeweiligen Ortes. Nachteilig für das Heilbad sind dessen eingeschränkte wirtschaftliche Entwicklungsmöglichkeiten aufgrund des Verzichts auf nicht mit dem Heilbadstatus zu vereinbarenden Ansiedlungen schadstoffemittierender Industriezweige. Weitere beträchtliche Mehraufwendungen entstehen den Heilbädern infolge der Vorhaltung einer kurtherapeutischen Infrastruktur. Im Bundesland Hessen erhalten die von diesen Nachteilen besonders betroffenen Kurorte einen Zuschuss in Form des sogenannten Bäderpfennigs, einer jährlichen Zuweisung im Rahmen des kommunalen Finanzausgleichs.
Einem als Heilbad zertifizierten Ort kann das Recht entzogen werden, den Namenszusatz „Bad“ zu führen. Das setzt voraus, dass nach dem Recht des jeweiligen Landes Behörden einen Ermessensspielraum besitzen, der ihnen diese Maßnahme erlaubt, wenn die Voraussetzungen für das Prädikat entfallen sind. Von den betreffenden Landesbehörden wird die Maßnahme jedoch zumeist als unverhältnismäßig bewertet. In einigen Ländern gibt es einen Bestandsschutz für Orte, die zu einem bestimmten Zeitpunkt den Namenszusatz „Bad“ geführt haben. Auch bei völliger Abwesenheit von Kureinrichtungen ist diesen Orten rechtlich garantiert, sich zeitlich unbegrenzt weiterhin „Bad“ nennen zu dürfen.

## Heilbäder nach Kurmitteln
Je nach Art der durchgeführten Kurmaßnahmen unterscheidet man unter anderem:
- Eisenbad oder auch Schlackenbad (durch Prozesswasser stärker konzentriert als natürliche Quellen)
- Felkeheilbad (Anwendung des Kurkonzeptes von Emanuel Felke)
- Heilbäder und Heilstollen mit Radontherapie (Radonbalneologie: Nutzung der natürlichen Radioaktivität des Edelgases Radon)
- Kneippheilbad (Anwendung der Verfahren der Kneipp-Medizin)
- Mineralheilbad (Nutzung von Mineralwasservorkommen)
- Moorheilbad (Zubereitung von Moorbädern unter Nutzung von Peloid)
- Soleheilbad (Nutzung von Sole)
- Seeheilbad (Nutzung des Seeklimas)
- Schrothheilbad (Anwendung des Kurkonzeptes von Johann Schroth)
- Thermalheilbad (Nutzung von Thermalwasservorkommen)

## Heilbäder mit heute nicht mehr gebräuchlichen Kurmitteln
Bis zu Beginn des 20. Jahrhunderts wurden verschiedene, vorwiegend organische Kurmittel eingesetzt, die heute nicht mehr zur Ausweisung von Heilbädern herangezogen werden:
- Milchkur (von Kuh-, Schaf-, Ziegen- und Eselsmilch)
- Kumyskur (Stutenmilch)
- Kefirkur
- Molkekur
- Weintraubenkur
- Kräutersaftkur

sowie
- Sandbäder
- Staubbäder
- Fichtennadelbäder